# Palau na Mistrzostwach Świata w Lekkoatletyce 2017
Palau na Mistrzostwach Świata w Lekkoatletyce 2017 – reprezentacja Palau podczas Mistrzostw Świata w Londynie liczyła 1 zawodnika, który nie zdobył medalu.

## Rezultaty
| Zawodnik     | Konkurencja        | Pre-eliminacje | Pre-eliminacje | Eliminacje | Eliminacje | Półfinał | Półfinał | Finał    | Finał   |
| Zawodnik     | Konkurencja        | Rezultat       | Pozycja        | Rezultat   | Pozycja    | Rezultat | Pozycja  | Rezultat | Pozycja |
| ------------ | ------------------ | -------------- | -------------- | ---------- | ---------- | -------- | -------- | -------- | ------- |
| Gwynn Uehara | Bieg na 100 metrów | 11,47          | 24.            | NQ         | NQ         | NQ       | NQ       | NQ       | NQ      |